# خوانسار (خاتم)
خوانسار (خاتم)، روستایی از توابع بخش مرکزی شهرستان خاتم در استان یزد ایران است.

## جمعیت
این روستا در دهستان فتح‌آباد قرار دارد و براساس سرشماری مرکز آمار ایران در سال ۱۳۸۵، جمعیت آن ۳۲۹ نفر (۹۶خانوار) بوده‌است.